# Oceania Triathlon
Oceania Triathlon est le nom que prend la Fédération océanienne de triathlon créée pour développer en Océanie le triathlon et les sports dérivés de celui-ci. Elle organise les courses des championnats océaniens officiels pour l'ensemble des sports enchainés gérés par la Fédération internationale de triathlon à laquelle elle est affiliée.

## Structuration
L'ASTC est une structure fédérale à laquelle adhèrent, en 2016, 13 fédérations de triathlon nationales.
- Australie
- Îles Cook
- Fidji
- Guam
- Nouvelle-Calédonie
- Nouvelle-Zélande
- Île Norfolk
- Palaos
- Papouasie-Nouvelle-Guinée
- Samoa
- Îles Salomon
- Tahiti
- Tonga

## Championnats
La série originale des coursesest la course de distance M (distance olympique) sanctionnée par les championnats d'Océanie de triathlon. 
Les événements suivants des championnats d'Océanie sont organisés par l'OTU : 
- Championnats d'Océanie de triathlon